# ماکسیم مانکو
ماکسیم مانکو (انگلیسی: Maksim Manko؛ زادهٔ ۱۱ مهٔ ۱۹۸۹) بازیکن فوتبال اهل اوکراین است.